# Караджа, Хайреттин
Хайретти́н Караджа́ (тур. Hayrettin Karaca, 4 апреля 1922 в Бандырме — 20 января 2020) — турецкий эколог и общественный деятель, основоположник экологического движения Турции и основатель ассоциации TEMA по борьбе против эрозии почвы. Лауреат премии Right Livelihood Award 2012 года.

## Биография
Родился 4 апреля 1922 года. Его родители по происхождению — крымские татары. Окончив школу, он устроился на работу на текстильную фабрику, принадлежавшую его семье, и занялся текстильным бизнесом. Караджа стал одним из успешнейших предпринимателей Турции, хотя очень интересовался живой природой. В 1950-е годы он начал интересоваться живой природой и посещать различные ботанические сады. В 1970-е годы Караджа совершил серию путешествий по Турции и задумался о том, как ухудшается природа Турции: его волновала эрозия почв и перенасыщенность почв удобрениями, истребление редких растений и вырубка лесов под сельскохозяйственные угодья, а также пересыщение почвы влагой и необоснованно большое использование пестицидов.
В 1980 году на средства Караджи был открыт ботанический сад в городе Ялова, где произрастают 14 тысяч видов деревьев и около 3800 видов растений. В 1992 году вместе с Нихатом Гёкыйгытом он основал ассоциацию TEMA (Türkiye Erozyonla Mücadele Ağaçlandırma ve Doğal Varlıkları Koruma Vakfı — Турецкое общество борьбы с эрозией, озеленения и защиты природных богатств), целями которой стали привлечение внимания к экологическим проблемам, сохранение живой природы в сельской местности, защита биологического разнообразия и восстановление лесов. Благодаря стараниям ассоциации TEMA было посажено около 10 миллионов разнообразных растений и деревьев.
Ассоциация вынудила Турцию ратифицировать Конвенцию ООН о борьбе против опустынивания в 1994 году, а также собрала более 1 млн подписей для ужесточения законодательства об охране природы. Сейчас ассоциация насчитывает 450 тысяч человек (как минимум 45 тысяч детей приняли участие в уроках ассоциации об охране природы). На Караджу в 2010 году подала дело в суд шахтёрская компания Kozak за то, что он мобилизовал жителей деревни выступить против строительства золотого прииска. Суд обвинил Караджу в подрыве производственного процесса.
В 2012 году Караджа стал лауреатом премии Right Livelihood Award за неутомимую защиту природы, активизм и предприимчивость.